# 越桔叶忍冬
越桔叶忍冬（学名：Lonicera myrtillus）是忍冬科忍冬属的植物。分布于阿富汗、缅甸以及中国大陆的西藏、四川、云南等地，生长于海拔2,400米至4,000米的地区，常生于溪旁疏林、山坡灌丛中以及河滩地石砾上，目前尚未由人工引种栽培。

## 异名
- Lonicera myrtillus Hook. f. et Thoms. var. cyclophylla Rehd.